# Llista d'espècies de ciatolípids
Aquesta és la llista d'espècies de ciatolípids, una família d'aranyes araneomorfes descrita per primera vegada per Eugène Simon el 1894. Conté la informació recollida fins al 28 d'octubre de 2006 i hi ha citats 23 gèneres i 58 espècies. La majoria viuen en zones d'Àfrica, algunes a Oceania i una espècie és pròpia de Jamaica.

## Alaranea
Alaranea Griswold, 1997
- Alaranea alba Griswold, 1997 (Madagascar)
- Alaranea ardua Griswold, 1997 (Madagascar)
- Alaranea betsileo Griswold, 1997 (Madagascar)
- Alaranea merina Griswold, 1997 (Madagascar)

## Buibui
Buibui Griswold, 2001
- Buibui abyssinica Griswold, 2001 (Etiòpia)
- Buibui claviger Griswold, 2001 (Kenya)
- Buibui cyrtata Griswold, 2001 (Congo)
- Buibui kankamelos Griswold, 2001 (Camerun, Bioko)
- Buibui orthoskelos Griswold, 2001 (Congo)

## Cyatholipus
Cyatholipus Simon, 1894
- Cyatholipus avus Griswold, 1987 (Sud-àfrica)
- Cyatholipus hirsutissimus Simon, 1894 (Sud-àfrica)
- Cyatholipus icubatus Griswold, 1987 (Sud-àfrica)
- Cyatholipus isolatus Griswold, 1987 (Sud-àfrica)
- Cyatholipus quadrimaculatus Simon, 1894 (Sud-àfrica)
- Cyatholipus tortilis Griswold, 1987 (Sud-àfrica)

## Hanea
Hanea Forster, 1988
- Hanea paturau Forster, 1988 (Nova Zelanda)

## Ilisoa
Ilisoa Griswold, 1987
- Ilisoa conjugalis Griswold, 2001 (Sud-àfrica)
- Ilisoa hawequas Griswold, 1987 (Sud-àfrica)
- Ilisoa knysna Griswold, 1987 (Sud-àfrica)

## Isicabu
Isicabu Griswold, 1987
- Isicabu henriki Griswold, 2001 (Tanzània)
- Isicabu kombo Griswold, 2001 (Tanzània)
- Isicabu margrethae Griswold, 2001 (Tanzània)
- Isicabu reavelli Griswold, 1987 (Sud-àfrica)
- Isicabu zuluensis Griswold, 1987 (Sud-àfrica)

## Kubwa
Kubwa Griswold, 2001
- Kubwa singularis Griswold, 2001 (Tanzània)

## Lordhowea
Lordhowea Griswold, 2001
- Lordhowea nesiota Griswold, 2001 (Illa Lord Howe)

## Matilda
Matilda Forster, 1988
- Matilda Austràlia Forster, 1988 (Queensland, Nova Gal·les del Sud)

## Pembatatu
Pembatatu Griswold, 2001
- Pembatatu embamba Griswold, 2001 (Kenya, Tanzània)
- Pembatatu gongo Griswold, 2001 (Kenya)
- Pembatatu mafuta Griswold, 2001 (Kenya)

## Pokennips
Pokennips Griswold, 2001
- Pokennips dentipes (Simon, 1894) (Jamaica)

## Scharffia
Scharffia Griswold, 1997
- Scharffia chinja Griswold, 1997 (Tanzània)
- Scharffia holmi Griswold, 1997 (Kenya)
- Scharffia nyasa Griswold, 1997 (Malawi)
- Scharffia rossi Griswold, 1997 (Tanzània)

## Teemenaarus
Teemenaarus Davies, 1978
- Teemenaarus silvestris Davies, 1978 (Queensland)

## Tekella
Tekella Urquhart, 1894
- Tekella absidata Urquhart, 1894 (Nova Zelanda)
- Tekella bisetosa Forster, 1988 (Nova Zelanda)
- Tekella lineata Forster, 1988 (Nova Zelanda)
- Tekella nemoralis (Urquhart, 1889) (Nova Zelanda)
- Tekella unisetosa Forster, 1988 (Nova Zelanda)

## Tekellatus
Tekellatus Wunderlich, 1978
- Tekellatus lamingtoniensis Wunderlich, 1978 (Queensland)

## Tekelloides
Tekelloides Forster, 1988
- Tekelloides australis Forster, 1988 (Nova Zelanda)
- Tekelloides flavonotatus (Urquhart, 1891) (Nova Zelanda)

## Toddiana
Toddiana Forster, 1988
- Toddiana daviesae Forster, 1988 (Queensland)

## Ubacisi
Ubacisi Griswold, 2001
- Ubacisi capensis (Griswold, 1987) (Sud-àfrica)

## Ulwembua
Ulwembua Griswold, 1987
- Ulwembua antsiranana Griswold, 1997 (Madagascar)
- Ulwembua denticulata Griswold, 1987 (Sud-àfrica)
- Ulwembua nigra Griswold, 2001 (Madagascar)
- Ulwembua outeniqua Griswold, 1987 (Sud-àfrica)
- Ulwembua pulchra Griswold, 1987 (Sud-àfrica)
- Ulwembua ranomafana Griswold, 1997 (Madagascar)
- Ulwembua usambara Griswold, 2001 (Tanzània)

## Umwani
Umwani Griswold, 2001
- Umwani anymphos Griswold, 2001 (Malawi)
- Umwani artigamos Griswold, 2001 (Tanzània)

## Uvik
Uvik Griswold, 2001
- Uvik vulgaris Griswold, 2001 (Congo, Uganda)

## Vazaha
Vazaha Griswold, 1997
- Vazaha toamasina Griswold, 1997 (Madagascar)

## Wanzia
Wanzia Griswold, 1998
- Wanzia fako Griswold, 1998 (Camerun, Bioko)